# Kap Roget
Das Kap Roget ist das steile und felsige Südkap der Adare-Halbinsel, das die Nordseite der Einfahrt zur Moubray Bay an der Borchgrevink-Küste des antarktischen Viktorialands markiert.
Entdeckt wurde es 1841 vom britischen Polarforscher James Clark Ross bei dessen Antarktisexpedition (1839–1843). Ross benannte es nach dem Lexikographen Peter Mark Roget (1779–1869), damaliger Sekretär der Royal Society. Am Kap ist eine Kolonie von Kaiserpinguinen beheimatet.